# Runa Akiyama
Runa Akiyama (あきやまるな Akiyama Runa?, 17 de abril de 1954 - 8 de marzo de 2014) fue una actriz de voz en japonés. Su verdadero nombre era Teruko Akiyama Teruko Akiyama (秋山照子 Akiyama Teruko?). Nació en el área metropolitana de Tokio, Japón. Estaba afiliada con 81 Produce en el momento de su muerte.

## Muerte
Akiyama sufrió paro cardíaco en su casa. Ella tenía 59 años. Fue llevada al hospital para ver su causa de muerte, la cual resultó ser insuficiencia cardíaca.

## Actuaciones de voz

### Anime
- Zendaman (1979 serie de tv)
- Time Patrol-Tai Otasukeman (1980 serie de tv)
- Yattodetaman (1981 serie de tv)
- Ninja Hattori-kun (1981-1987 serie de tv), 夢子[2]
- Gyakuten Ippatsu-man (1982 serie de tv)
- The New Adventures of Maya the Honey Bee (1982 serie de tv), Maya[3]
- The Flying House (1982 serie de tv), Tsukubō Natsuyama[4]
- Itadakiman (1983 TV series)
- El Super Libro (1983 serie de tv), Yuu Asuka (Uriah)
- Ginga Hyōryū Vifam (1983 serie de tv), Pench[5]
- Attacker You! (1984 serie de tv), Sunny[6]
- Yoroshiku Mechadock (1984 serie de tv)
- Soreike! Anpanman (1988 serie de tv), Milk boy[5]
- Aoi Blink (1989 serie de tv)
- Asobou! Hello Kitty (1994 serie de tv), Patty
- Case Closed (1996 serie de tv), Megumi (ep 126, 127)[5]
- Ginga Hyōryū Vifam 13 (1998 serie de tv), Pench Iliza[7]
- (阿貴的家族　アークエ・ファミリー全員集合!!?) (2001 TV series), アーマ[8]
- Ki Fighter Taerang (2002 serie de tv coreana), Momoa[9]
- (アークエとガッチンポー?) (2004 serie de tv), アーマ[10]
- (アークエとガッチンポー てんこもり?) (2005 serie de tv), アーマ[10]

### Dobladas
- The Magic School Bus (????), Janet[5]
- The Love Boat (????)[5]
- Goosebumps (Tara) (Episodio: "The Cuckoo Clock of Doom")